# Rebelião de Guo Huaiyi
A rebelião de Guo Huaiyi (também conhecida como rebelião de Kuo Huai-i) foi uma revolta camponesa de 5 000–15 000 agricultores chineses contra o domínio holandês, que contava com 1 000 soldados holandeses 5 000 aliados formosos, em Taiwan em 1652. Provocada pela insatisfação com os pesados impostos holandeses sobre eles, mas não com os aborígenes, e pela extorsão por parte de funcionários holandeses de baixo escalão e militares, a rebelião inicialmente ganhou terreno antes de ser esmagada por uma coalizão de soldados holandeses e seus aliados aborígenes. É considerado o levante mais importante contra os holandeses durante o período de 37 anos de colonização de Taiwan.

## Consequências
Nos dias seguintes, os remanescentes do exército de Guo foram massacrados por guerreiros aborígenes ou fundidos de volta nas aldeias de onde vieram, com o próprio Guo Huaiyi sendo baleado e depois decapitado, com a cabeça exposta em uma estaca como aviso.  No total, cerca de 4 000 chineses foram mortos durante o levante de cinco dias, aproximadamente 1 em cada 10 chineses viviam em Taiwan naquela época. Os holandeses responderam reforçando o Forte Provintia (construindo paredes de tijolos em vez da antiga cerca de bambu) e monitorando mais de perto os colonos chineses. No entanto, não abordaram as raízes das preocupações que levaram os chineses a rebelar-se em primeiro lugar.
No entanto, as tribos aborígenes de Taiwan que anteriormente se aliaram aos holandeses contra os chineses durante a rebelião de Guo Huaiyi em 1652, voltaram-se contra os holandeses durante o cerco posterior ao Forte Zeelandia e desertaram para as forças chinesas de Koxinga .  Os aborígenes (Formosanos) de Sincan desertaram para Koxinga depois que ele lhes ofereceu anistia; eles passaram a trabalhar para os chineses e a decapitar holandeses em execuções. Os aborígenes fronteiriços nas montanhas e planícies também se renderam e desertaram para os chineses em 17 de maio de 1661, celebrando a sua libertação da escolaridade obrigatória sob o domínio holandês, caçando e decapitando os holandeses e destruindo os seus livros escolares cristãos.